# Fiodor Tokariew

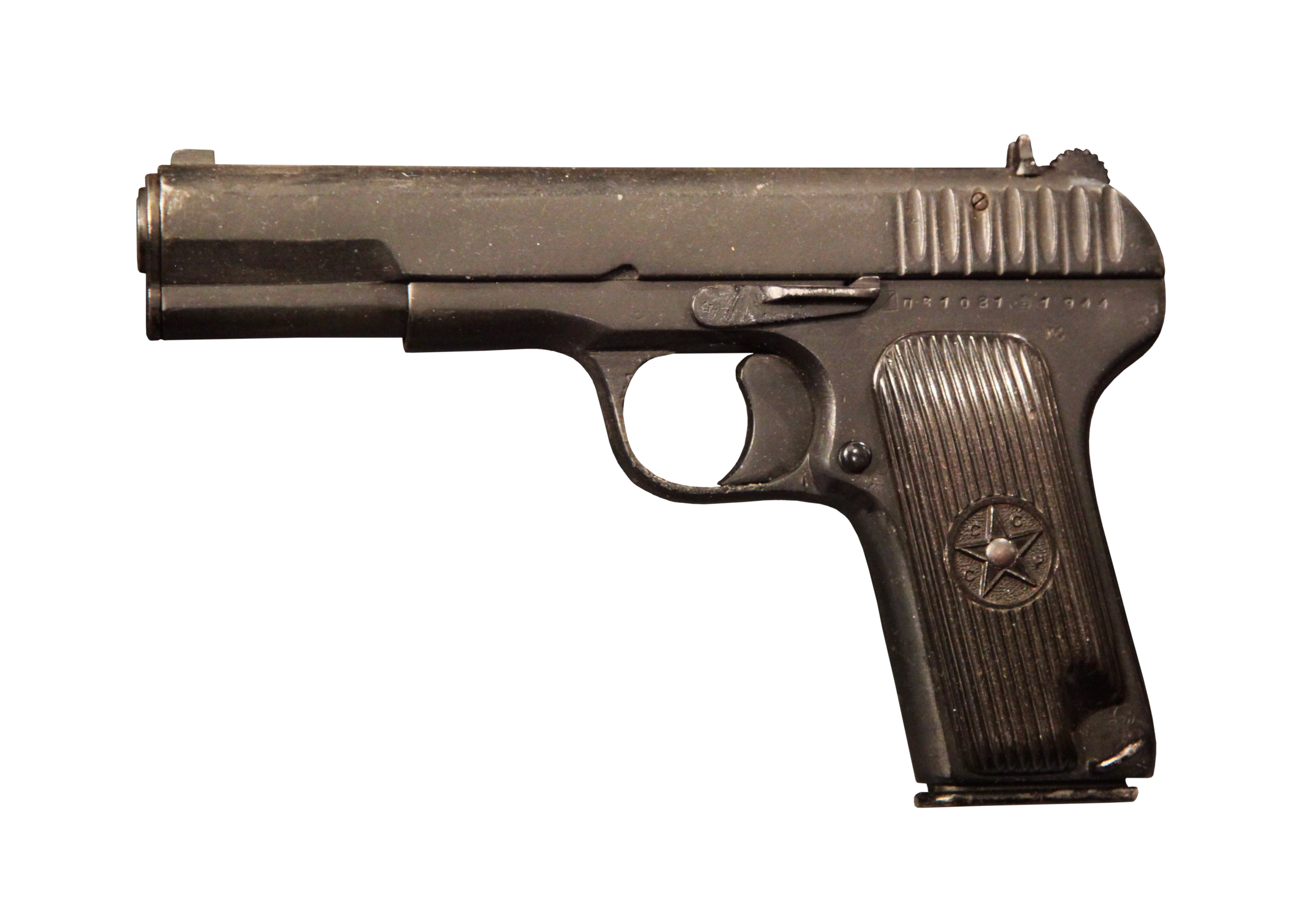
Pistolet TT

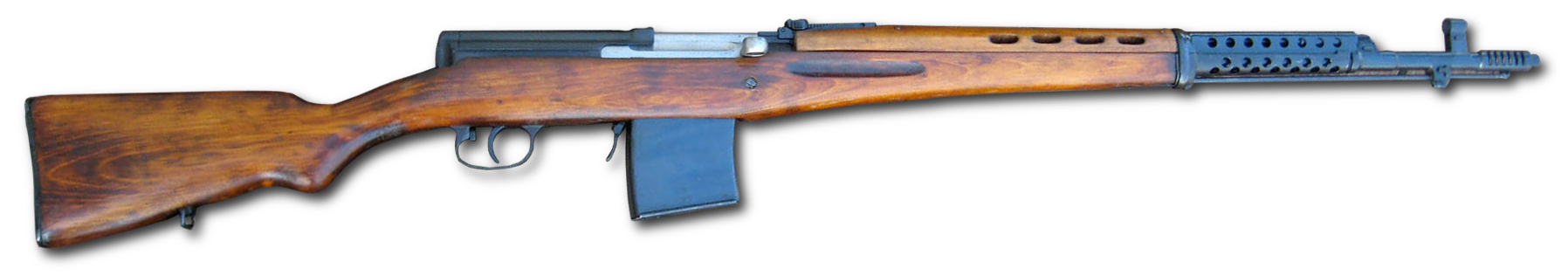
Karabin SWT

Fiodor Wasiljewicz Tokariew (ros. Фёдор Васильевич Токарев; ur. 2 czerwca?/14 czerwca 1871, zm. 7 czerwca 1968 w Moskwie) – radziecki konstruktor broni strzeleckiej.

## Życiorys
Urodził się w kozackiej osadzie, leżącej nad rzeką Jegorłyk w ówczesnym Obwodzie Wojska Dońskiego. Po ukończeniu sześcioletniej szkoły powszechnej w 1885 wstąpił do wojskowej, rzemieślniczej szkoły ślusarskiej. W szkole początkowo był uczniem kowala, następnie pomocnikiem rusznikarza. Po skończeniu szkoły rzemieślniczej Tokariew kontynuował naukę. W 1891 roku ukończył Wydział Broni w Nowoczerkieskiej Szkole Wojskowej, a w 1900 roku szkołę podchorążych - Junkierską Szkołę Kozacką. W następnych latach Tokariew służył w jednym z pułków kozackich jako naczelnik uzbrojenia.
W 1907 roku Tokariew, w tym czasie student Oficerskiej Szkoły Strzeleckiej w Oranienbaumie skonstruował na bazie karabinu powtarzalnego Mosin wz. 1891 karabin automatyczny. W latach 1908–1914 Tokariew już jako pracownik zakładów zbrojeniowych w Siestriorecku kontynuował prace nad swoim karabinem automatycznym.
W czasie I wojny światowej Fiodor Tokariew służył w armii rosyjskiej, a po jej zakończeniu ponownie powrócił do konstruowania broni. W 1919 powstał prototyp nowego karabinu automatycznego Tokariewa, ale w 1921 prace nad nim zostały przerwane i Tokariew ponownie próbował dopracować karabin automatyczny oparty na konstrukcji Mosina wz. 1891. W tym samym 1921 roku Tokariew przeprowadził się do Tuły.
W 1925 roku na uzbrojenie Armii Czerwonej został przyjęty lkm Maxim-Tokariew, czyli przebudowany ckm Maxim wz. 1910. W 1925 roku powstał także pierwszy pistolet samopowtarzalny Tokariewa, ale ze względu na dużą masę i wymiary nie został przyjęty do uzbrojenia. W latach 20. powstał także skonstruowany przez Tokariewa pierwszy radziecki pistolet maszynowy (nazywany lekkim karabinem Tokariewa).
W 1930 roku powstała najbardziej znana konstrukcja Tokariewa – pistolet TT który do lat 50. był przepisową bronią krótką Armii Czerwonej. Po ukończeniu prac nad pistoletem TT Fiodor Tokariew kontynuował próby skonstruowania karabinu automatycznego. W ich efekcie w 1938 roku do uzbrojenia Armii Czerwonej został przyjęty karabin samopowtarzalny SWT (SWT-38). W dwa lata później powstały dwie nowe wersje tej broni: samopowtarzalny SWT-40 i automatyczny AWT-40.
W 1940 roku Tokariew  otrzymał stopień naukowy doktora nauk technicznych i wstąpił do Wszechzwiązkowej Partii Komunistycznej (bolszewików) – (WKP(b)). W 1941 roku został deputowanym do Rady Najwyższej Związku Radzieckiego. W związku z pełnieniem tej funkcji w tym samym roku przeprowadził się do Moskwy. Obowiązki deputowanego przestał pełnić w 1950 roku.
Fiodor Tokariew pochowany został na cmentarzu komunalnym w Tule.
Wkład Fiodora Tokariewa w rozwój radzieckiej broni strzeleckiej był w ZSRR wysoko oceniany. W 1940 został uhonorowany Medalem „Sierp i Młot” Bohatera Pracy Socjalistycznej, otrzymał Nagrodę Stalinowską, był także odznaczony m.in. czterokrotnie Orderem Lenina, Orderem Czerwonego Sztandaru Pracy, Orderem Suworowa II klasy, Orderem Wojny Ojczyźnianej I klasy, Orderem Czerwonej Gwiazdy oraz innymi odznaczeniami.